# Ruth Ronall
Ruth Ronall (geboren als Ruth Deutsch 16. Juli 1916 in Wien, Österreich-Ungarn; gestorben 6. April 2008 in New York City) war eine austroamerikanische Gestalttherapeutin. 

## Leben
Ruth Deutsch war eine Tochter der Psychologin Danica Bruckner und des Chemikers und Musikpädagogen Leonhard Deutsch. Sie besuchte die Schule in Wien, nahm das Studium der Anglistik und Germanistik an der Universität Wien auf und war für ein Studienjahr in London. Nach dem Anschluss Österreichs 1938 gelang ihr die Flucht nach Ägypten. Sie heiratete dort Heinz Wetsch. 1940 ging sie nach Palästina, wo sie zunächst in einer Bank arbeitete und dann in einer Einwanderungsstelle. Nach dem Ende des Zweiten Weltkriegs übersiedelte sie in die USA, jobbte an der israelischen Botschaft und studierte Sozialarbeit an der Columbia University in New York (M.A. 1948). In zweiter Ehe heiratete sie 1952 den israelischen Diplomaten Joachim O. Ronall. Sie hatten zwei Kinder.
Sie lebte mit ihrem Mann in Japan, ab 1955 zwei Jahre in Israel und dann wieder in New York, wo Joachim Ronall 1960 eine Stelle als Asienexperte an der Federal Reserve Bank fand.
Ruth Ronall arbeitete von nun an in der Individualpsychologie und Psychotherapie und wandte sich den Methoden der Gestalttherapie und der Themenzentrierten Interaktion zu. Seit 1970 führte sie eine psychotherapeutische Privatpraxis in New York und leitete personal growth workshops in Europa, Kanada und den USA. Sie war Mitglied des von Fritz Perls und Laura Perls gegründeten New York Institute for Gestalt-Therapy.

## Schriften
- mit Bud Feder (Hrsg.): Beyond the Hot Seat: Gestalt Approaches to Group. New York: Brunner/Mazel, 1980
  - mit Bud Feder (Hrsg.): Gestaltgruppen. Vorwort Ruth Cohn. Übersetzung Brigitte Stein, Andrea Streicher. Stuttgart: Klett-Cotta, 1983
- mit Bud Feder (Hrsg.): A Living Legacy of Fritz and Laura Perls: Contemporary Case Studies. Monclair, NJ : The Editors, 1996